# アルビウス・ティブッルス
アルビウス・ティブッルス（ラテン語: Albius Tibullus, 紀元前55年頃 - 紀元前19年頃）は、共和政ローマの詩人。

## 経歴
出生地はかつてラティウムにあった古代都市ガビ（ないしはペデゥムとも）あたりと見られている。裕福なエクィテス階級の家柄の出身であり、多くの土地と財産を相続したが、後年にそのほとんどを没収された。
貴族で政治家のマルクス・ウァレリウス・メッサッラ・コルウィヌスが主催する文学サロンに属し、特にリュグダムスやスルピキアと交流を持った。都市部の生活に嫌悪を持ち、田園生活に憧れを抱いた。
彼の詩集と伝わっている４巻のうち現在では最初の２巻のみがれっきとしたティブッルスの詩集とされる。詩の中でデリアと呼んでいる本名プラニアという女性や、そしてまた美少年マラトゥスに贈った恋愛詩が残されている。ローマで死去したとされる。
スタンダールの『恋愛論』(1822年刊)第二巻 断章九十三「古代の恋」の中で言及されている。

## 日本語訳
- 『恋愛詩集』[4]岩崎務訳、京都大学学術出版会〈西洋古典叢書〉、2025年